# Amaguq
 (août 2023).
Dans la mythologie inuit, Amaguq est le dieu des loups. Il possède aussi le pouvoir de se transformer.

## Étymologie
En langue inuit, amaguq signifie loup.